# Plantago arborescens
Plantago arborescens är en grobladsväxtart. Plantago arborescens ingår i släktet kämpar, och familjen grobladsväxter.

## Underarter
Arten delas in i följande underarter:
- P. a. arborescens
- P. a. maderensis
- P. a. canescens
- P. a. mascaensis
- P. a. palmensis

## Bildgalleri

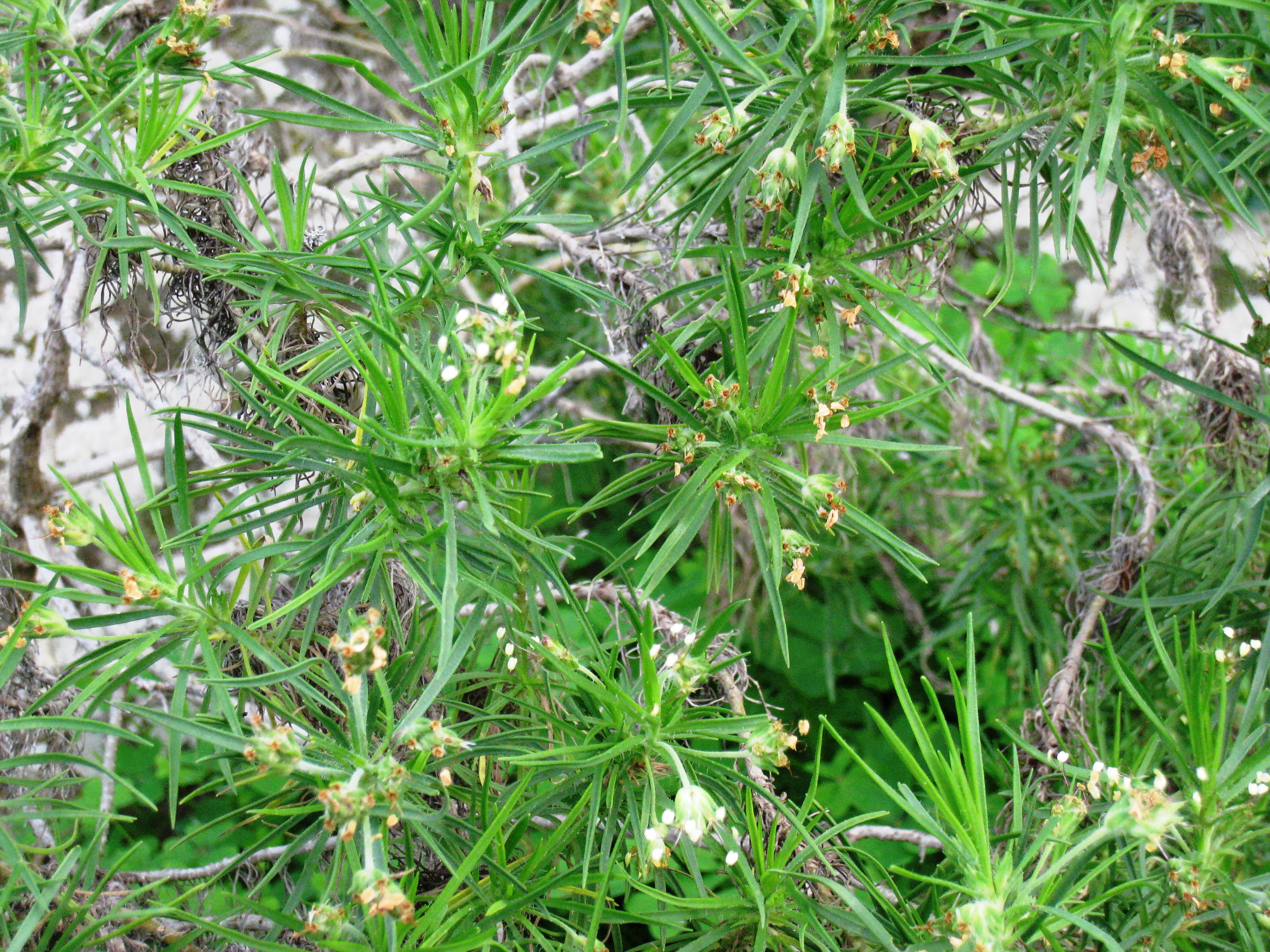
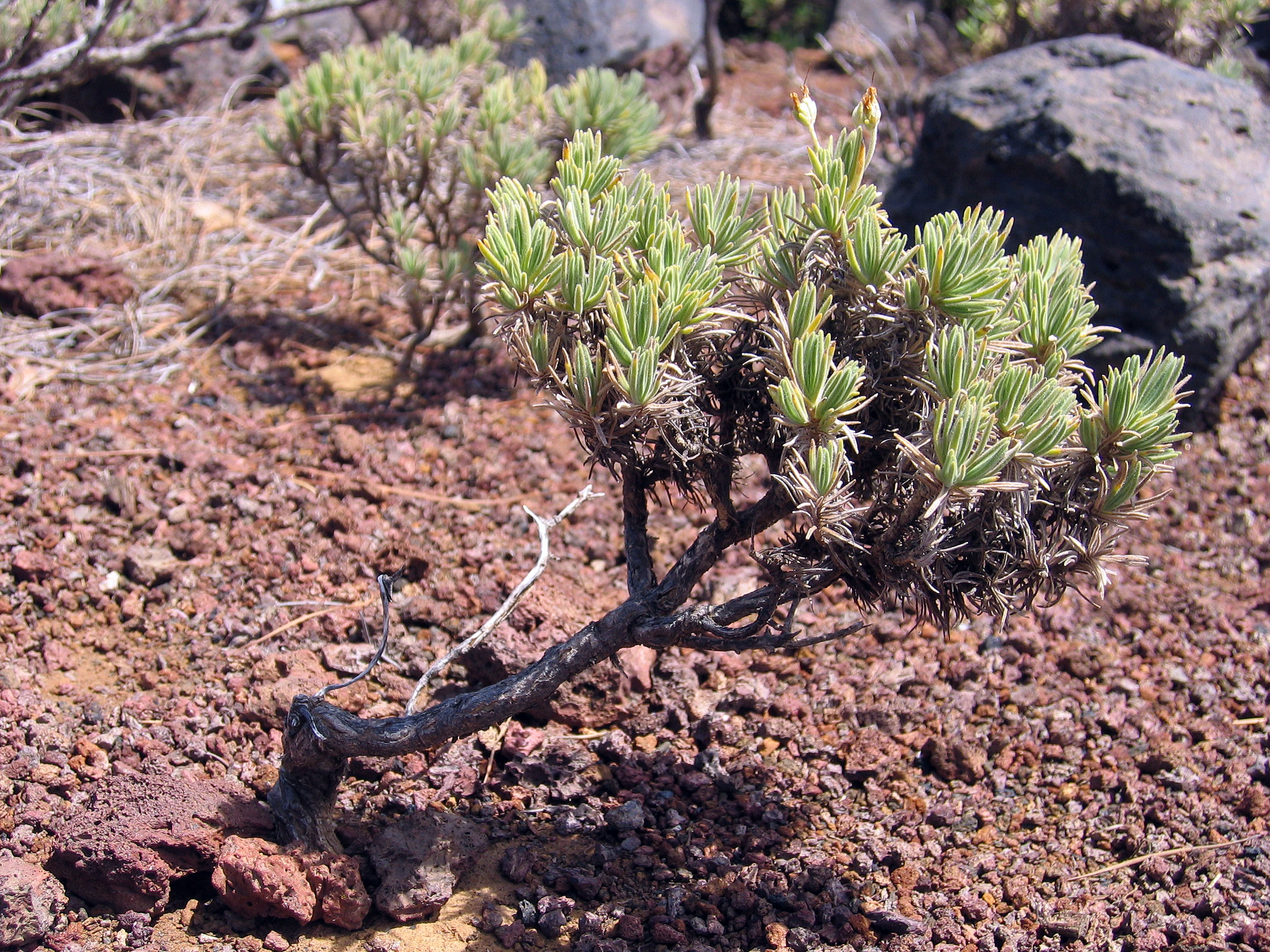
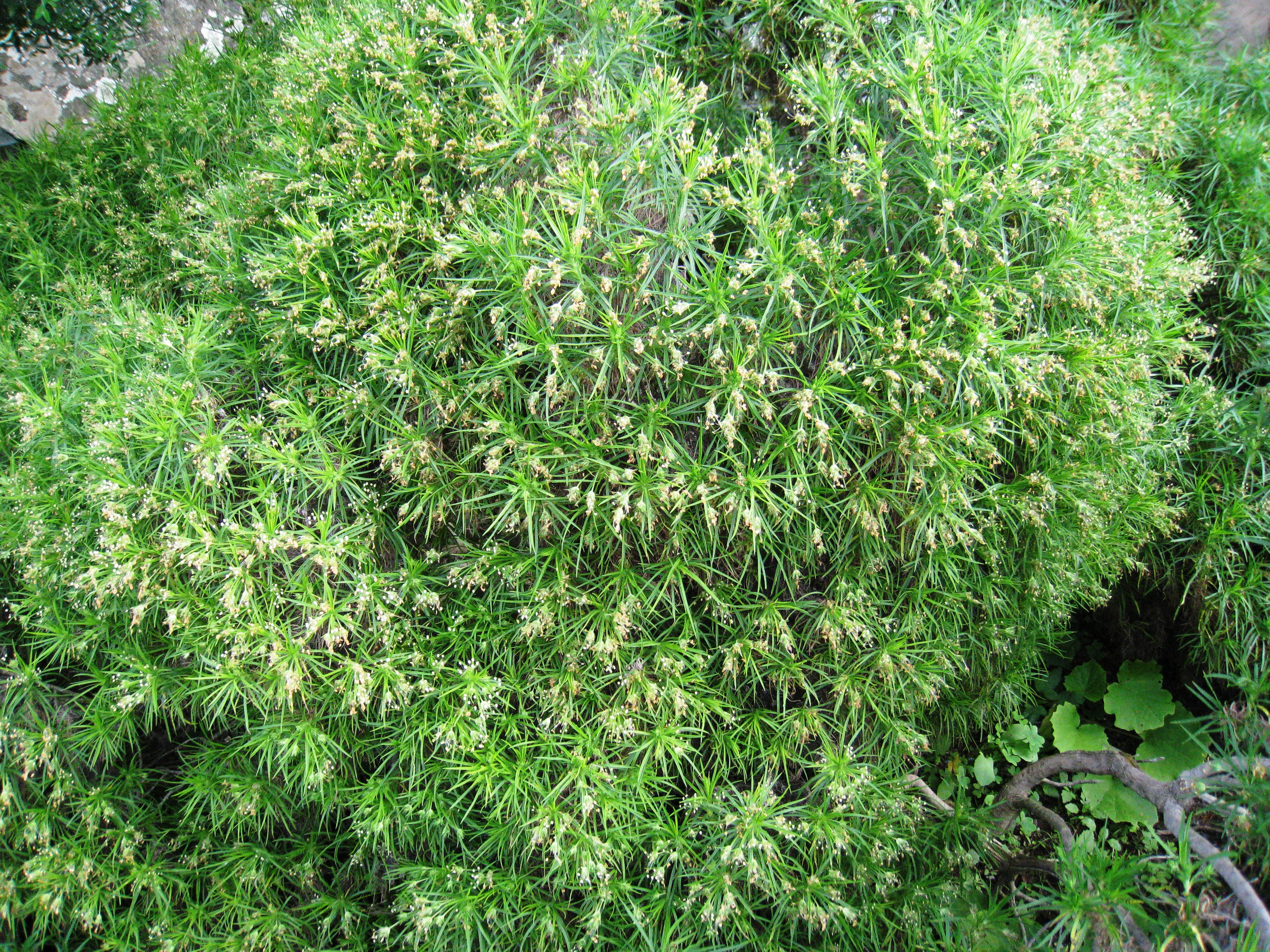
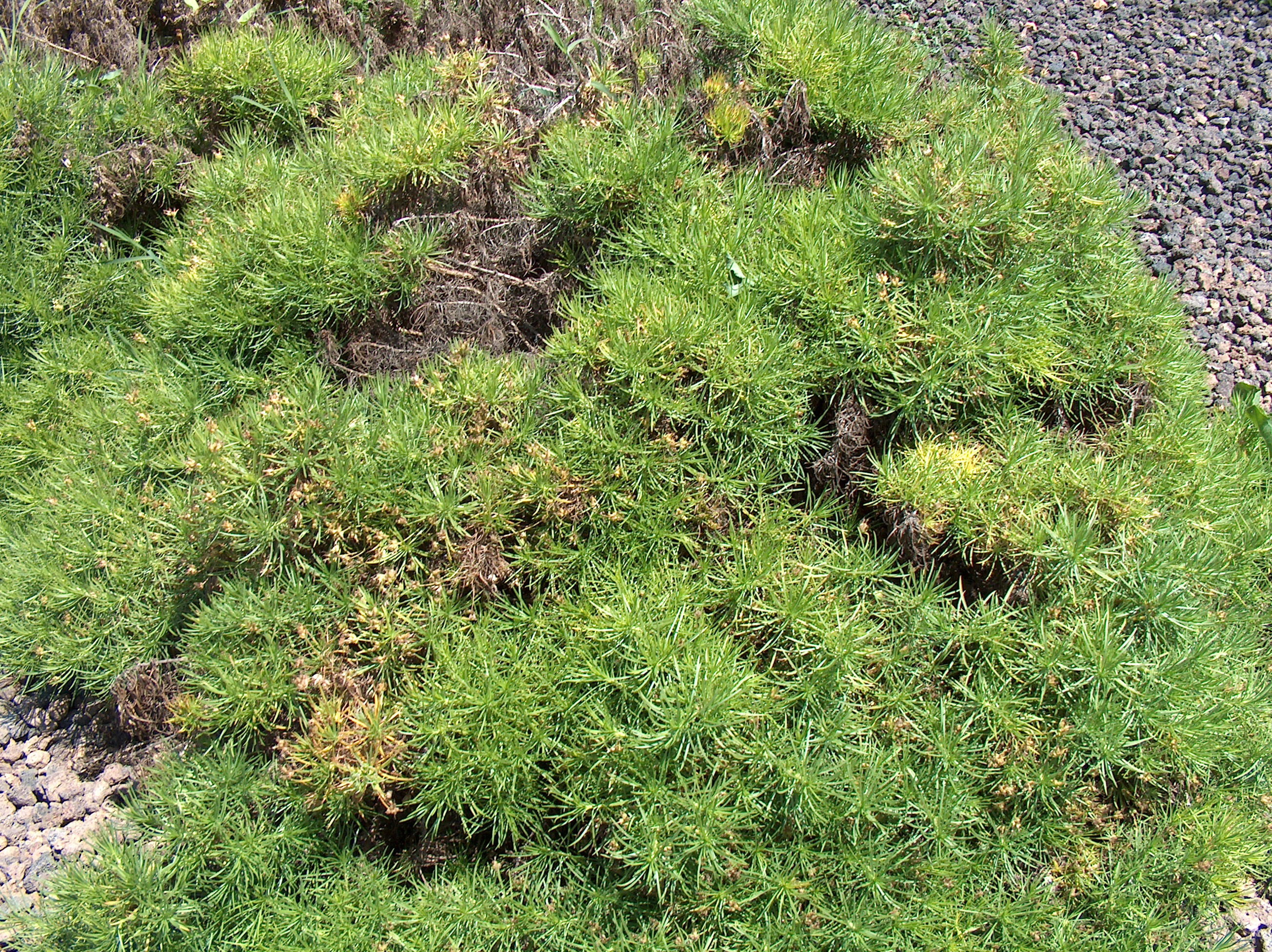